# 怠速
怠速是指內燃機保持最低運轉速度的狀態。通常在這樣的狀態下，引擎可以提供足夠的能量讓汽車的一些組件開始運作，如泵、發電機或是動力轉向（Power steering），但是一般不能發揮正常功能，如使汽車行駛等。在一般小客車引擎的怠速狀態，其轉速大約在600至1000rpm之間。
如有需調整汽車怠速，通常都是由節氣門調整。

## 怠速熄火
自氣候極端化，溫室氣體造成之影響甚鉅，各國開始關心每日交通工具所排放的氣體產生的溫室效果，於是許多已開發國家開始研究討論如何降低駕駛汽機車時的廢氣減量。現在如美國、加拿大、日本、英國等國部分城市都已制定汽車禁止怠速或怠速超過規定時間（如一分鐘）便可以罰款的相關規定。台灣對於怠速熄火的政策也正在討論中。